# Museo Provincial San Ignacio de Loyola
El Museo Provincial San Ignacio de Loyola es un museo situado en la San José, en Argentina. Fue construido en 1895.
Se encuentra ubicado en la intersección de las avenidas Centenario y 9 de Julio.

## Estructura
El museo tiene una estructura superficial en el cual se pueden observar los restos de lo que es posiblemente su piedra fundacional del pueblo. También se conservan restos de la calzada de la época colonial. 

## Exposiciones
El museo cuenta con varios dioramas y fotografías que ilustran la evolución histórica de la localidad y el área circundante. Hay cuadros y esculturas de artistas locales, y objetos antiguos tales como botellas, armas o mapas. 
Posee colecciones arqueológicas y tres salas dedicadas principalmente a las misiones jesuíticas guaraníes.
Entre las exposiciones hay planos históricos de las misiones, baldosas y tejas de la Iglesia, Colegio y Cabildo de San José, fotografías aéreas, entre otros. También hay una colección donada por el fundador del museo Casiano Carballo y una sala dedicada a un padre jesuita.

## Historia
El museo ocupa una casa histórica construida por Pedro Pereyra en 1895 y que fue declarada Monumento Histórico Provincial.

## Turismo
Este museo forma parte de la Región del Sur es una subregión turística de la provincia de Misiones, Argentina.
Está integrada por los departamentos de Apóstoles, Capital, Candelaria, San Ignacio, Concepción y San Javier.